# Yves Ribeiro
Yves Ribeiro de Albuquerque (Igarassu, 10 de setembro de 1948) é um político brasileiro, filiado ao Partido dos Trabalhadores (PT).
Foi por duas vezes prefeito de Igarassu, duas vezes prefeito de Itapissuma e três vezes prefeito de Paulista, todas eleições consecutivas, sendo ele o prefeito com o maior número de mandatos consecutivos do país (sete). Além de ter se tornado o primeiro prefeito reeleito da história de Paulista, igualando nomes como Ademir Cunha e Severino Cunha Primo em número de mandatos e se igualando ao prefeito Geraldo Pinho Alves que por três vezes governou Paulista.

## Prefeito de Paulista
Ao assumir a Prefeitura do Paulista em 1 de janeiro de 2005, Yves Ribeiro conhecia os graves problemas que o município enfrentava após a gestão do Prefeito Antonio Speck. Gestão esta, alvo de denúncias por parte do próprio Vice-Prefeito Agnaldo Fenelon, hoje Procurador Geral de Justiça de Pernambuco; e marcada por ações do Ministério Público.
Logo após sua posse, o novo gestor iniciou um longo processo de reestruturação, contratando auditores na tentativa de sanear as contas públicas. Algumas obras importantes marcaram a administração do prefeito Yves Ribeiro como a revitalização do bairro de Jardim Paulista, a pavimentação e saneamento do Tururu, bem como o início da construção do Terminal Integrado Pelópidas Silveira e do Hospital Miguel Arraes, em parceria com o governo do Estado.[carece de fontes?]
Mesmo com essas obras, a realidade do município e as dificuldades em recolocá-lo em boas condições financeiras, tornaram a campanha de reeleição bastante acirrada. Yves trouxe para seu "palanque" figuras importantes da história do Paulista, inclusive famílias que tradicionalmente militaram em campos opostos como os Cunha e os Pinho Alves. A eleição foi decidida por menos de oitocentos e cinqüenta votos num universo de cento e oitenta mil eleitores. Sendo Yves reeleito prefeito do Paulista em 2008.[carece de fontes?]
Sua ex-esposa Ceça Ribeiro foi deputada estadual representante do litoral norte do Estado, entretanto decidiu não se candidatar à reeleição em 2010. Desta forma, o prefeito Yves Ribeiro decidiu apoiar o então deputado Amaury Pinto, que não conseguiu se reeleger obtendo menos de 10 000 votos em Paulista.[carece de fontes?]

### Segunda vez como prefeito
Em 2012, por pressão do ex-governador Eduardo Campos, lançou Júnior Matuto (PSB) como candidato a prefeito de Paulista, onde Matuto foi eleito e reeleito pela população.[carece de fontes?]
Terceira vez como prefeito
Programa Acelera Paulista (PAP), com diversas obras para melhorar diversas áreas, como a infraestrutura da cidade. Também encabeçou uma reforma administrativa na gestão do município. Onde atualmente vem sofrendo ataques após o seu vice-prefeito, Dido Vieira romper com a sua gestão.

## Desempenho em eleições
| Ano  | Eleição                | Candidato a       | Partido | Coligação | Votos           | Resultado             |
| ---- | ---------------------- | ----------------- | ------- | --- | --------------- | --------------------- |
| 1992 | Municipal de Itapsuma  | Prefeito          | PSB     | Não informado | 4.140 (47,22%)  | Eleito                |
| 2000 | Municipal de Igarassu  | Prefeito          | PSB     | FRENTE POPULAR DEMOCRATICA DE IGARASSU (PSB / PT / PDT / PC DO B / PCB / PSDB / PPS / PHS / PL)                      | 27.679 (74,79%) | Eleito                |
| 2004 | Municipal de Paulista  | Prefeito          | PPS     | PAULISTA MERECE O MELHOR (PPS / PSB / PV / PSDB)                                                                     | 27.679 (74,79%) | Eleito                |
| 2008 | Municipal de Paulista  | Prefeito          | PSB     | FRENTE POPULAR DE PAULISTA                                                                                           | 49.180 (35,17%) | Eleito                |
| 2014 | Estadual de Pernambuco | Deputado Estadual | PSB     | FRENTE POPULAR DE PERNAMBUCO PARA DEPUTADO ESTADUAL (PSB / PMDB / PC DO B / PR / PSD / PSDB / PPL / DEM / PEN / PTC) | 28.999 (0,70%)  | Não Eleito (Suplente) |
| 2016 | Municipal de Igarassu  | Prefeito          | PSB     | FRENTE POPULAR DE IGARASSU (PMN / PSB / PROS / PPS / PRP / PP / PDT / PSD / PC DO B / PSDC)                          | 23.336 (37,00%) | Não Eleito            |
| 2020 | Municipal de Paulista  | Prefeito          | MDB     | PRA PAULISTA SER FELIZ (REDE / MDB / PV)                                                                             | 83.858 (57,52%) | Eleito                |